# Ametroproctus reticulatus
Ametroproctus reticulatus är en kvalsterart som först beskrevs av Aoki och K. Fujikawa 1972.  Ametroproctus reticulatus ingår i släktet Ametroproctus och familjen Ametroproctidae. Inga underarter finns listade i Catalogue of Life.